# La Guardia (Santa Fe)
La Guardia es un barrio de la ciudad argentina de Santa Fe, ubicado a 5 km al este del centro de la misma.
Su origen se remonta a 1819 cuando, en el marco de las guerras internas de la naciente Argentina, el gobernador santafecino Estanislao López instaló un puesto de vigilancia sobre el riacho que servía de acceso a Santa Fe desde el río Paraná, conocido como la Guardia de López de donde deriva el actual topónimo.
Entre las edificaciones destacadas de La Guardia se encuentran tres fábricas de cerámica que hoy no están en actividad.
- Datos: Q5963693